# Centerville (Tennessee)
Centerville è un comune degli Stati Uniti d'America, situato nello Stato del Tennessee, nella Contea di Hickman, della quale è il capoluogo.